# Lieuvillers
Lieuvillers is een gemeente in het Franse departement Oise (regio Hauts-de-France) en telt 515 inwoners (1999). De plaats maakt deel uit van het arrondissement Clermont.

## Geografie
De oppervlakte van Lieuvillers bedraagt 9,3 km², de bevolkingsdichtheid is 55,4 inwoners per km².
De onderstaande kaart toont de ligging van Lieuvillers met de belangrijkste infrastructuur en aangrenzende gemeenten.

## Demografie
Onderstaande figuur toont het verloop van het inwonertal (bron: INSEE-tellingen).